# Rajd Portugalii 1986
Rajd Portugalii 1986 (20. Rallye de Portugal - Vinho do Porto) – 20 Rajd Portugalii rozgrywany w Portugalii w dniach 5-8 marca. Była to trzecia runda Rajdowych Mistrzostw Świata w roku 1986. Rajd został rozegrany na szutrze i asfalcie. Bazą rajdu było miasto Estoril.

## Zwycięzcy odcinków specjalnych[1]
| Etap | Data    | OS | Godzina | Nazwa               | Długość  | Zwycięzca                               | Czas             | Śred. pręd       | Lider rajdu      |
| ---- | ------- | -- | ------- | ------------------- | -------- | --------------------------------------- | ---------------- | ---------------- | ---------------- |
| 1    | 5 marca | 1  | 9:15    | Lagoa Azul 1        | 5,00 km  | Markku Alén Walter Röhrl Henri Toivonen | 2:15             | 133,33 km/h      | Markku Alén      |
| 1    | 5 marca | 2  | 9:30    | Peninha 1           | 6,50 km  | Markku Alén                             | 3:47             | 103,08 km/h      | Markku Alén      |
| 1    | 5 marca | 3  | 9:50    | Sintra 1            | 10,00 km | Miki Biasion                            | 6:47             | 92,87 km/h       | Miki Biasion     |
| 1    | 5 marca | 4  | 12:15   | Lagoa Azul 2        | 5,00 km  | Odcinek odwołany                        | Odcinek odwołany | Odcinek odwołany | Miki Biasion     |
| 1    | 5 marca | 5  | 12:30   | Peninha 2           | 6,50 km  | Odcinek odwołany                        | Odcinek odwołany | Odcinek odwołany | Miki Biasion     |
| 1    | 5 marca | 6  | 12:50   | Sintra 2            | 10,00 km | Odcinek odwołany                        | Odcinek odwołany | Odcinek odwołany | Miki Biasion     |
| 1    | 5 marca | 7  | 15:15   | Lagoa Azul 3        | 5,00 km  | Odcinek odwołany                        | Odcinek odwołany | Odcinek odwołany | Miki Biasion     |
| 1    | 5 marca | 8  | 15:30   | Peninha 3           | 6,50 km  | Odcinek odwołany                        | Odcinek odwołany | Odcinek odwołany | Miki Biasion     |
| 1    | 5 marca | 9  | 15:50   | Sintra 3            | 10,00 km | Odcinek odwołany                        | Odcinek odwołany | Odcinek odwołany | Miki Biasion     |
| 1    | 5 marca | 10 | 19:25   | Gradil              | 6,50 km  | Michele Rayneri                         | 4:20             | 90,00 km/h       | Joaquim Moutinho |
| 1    | 5 marca | 11 | 20:30   | Montejunto          | 13,00 km | Joaquim Moutinho                        | 8:35             | 90,87 km/h       | Joaquim Moutinho |
| 1    | 5 marca | 12 | 23:08   | Figueiro dos Vinhos | 20,50 km | Joaquim Moutinho                        | 14:33            | 84,54 km/h       | Joaquim Moutinho |
| 1    | 5 marca | 13 | 23:42   | Campelo             | 10,50 km | Joaquim Moutinho                        | 8:16             | 76,21 km/h       | Joaquim Moutinho |
| 1    | 6 marca | 14 | 0:13    | Serra da Lousa      | 25,00 km | Joaquim Moutinho                        | 19:30            | 76,92 km/h       | Joaquim Moutinho |
| 1    | 6 marca | 15 | 2:08    | Prestimo            | 12,50 km | Joaquim Moutinho                        | 8:38             | 86,87 km/h       | Joaquim Moutinho |
| 1    | 6 marca | 16 | 3:03    | Vouzela             | 23,00 km | Joaquim Moutinho                        | 18:41            | 73,86 km/h       | Joaquim Moutinho |
| 1    | 6 marca | 17 | 3:40    | Oliveira de Frades  | 8,50 km  | Joaquim Moutinho                        | 5:38             | 90,53 km/h       | Joaquim Moutinho |
|      |         |    |         |                     |          |                                         |                  |                  | Joaquim Moutinho |
| 2    | 6 marca | 18 | 15:45   | Cabracao 1          | 13,50 km | Carlos Bica                             | 6:47             | 119,41 km/h      | Joaquim Moutinho |
| 2    | 6 marca | 19 | 16:10   | Arga 1              | 18,00 km | Joaquim Moutinho                        | 10:52            | 99,39 km/h       | Joaquim Moutinho |
| 2    | 6 marca | 20 | 16:40   | Vilar de Mouros 1   | 12,50 km | Joaquim Moutinho                        | 7:11             | 104,41 km/h      | Joaquim Moutinho |
| 2    | 6 marca | 21 | 17:33   | Extremo 1           | 10,50 km | Joaquim Moutinho                        | 5:31             | 114,20 km/h      | Joaquim Moutinho |
| 2    | 6 marca | 22 | 18:27   | Ponte de Lima 1     | 21,00 km | Joaquim Moutinho                        | 12:38            | 99,74 km/h       | Joaquim Moutinho |
| 2    | 6 marca | 23 | 19:40   | Cabracao 2          | 13,50 km | Joaquim Moutinho                        | 6:57             | 116,55 km/h      | Joaquim Moutinho |
| 2    | 6 marca | 24 | 20:03   | Arga 2              | 18,00 km | Joaquim Moutinho                        | 11:12            | 96,43 km/h       | Joaquim Moutinho |
| 2    | 6 marca | 25 | 20:33   | Vilar de Mouros 2   | 12,50 km | Joaquim Moutinho                        | 7:21             | 102,04 km/h      | Joaquim Moutinho |
| 2    | 6 marca | 26 | 21:26   | Extremo 2           | 10,50 km | Joaquim Moutinho                        | 5:50             | 108,00 km/h      | Joaquim Moutinho |
| 2    | 6 marca | 27 | 22:13   | Ponte de Lima 2     | 21,00 km | Joaquim Moutinho                        | 13:00            | 96,92 km/h       | Joaquim Moutinho |
|      |         |    |         |                     |          |                                         |                  |                  | Joaquim Moutinho |
| 3    | 7 marca | 28 | 10:40   | Fafe - Montim       | 7,00 km  | Joaquim Moutinho                        | 4:25             | 95,09 km/h       | Joaquim Moutinho |
| 3    | 7 marca | 29 | 10:53   | Fafe - Lameirinha   | 10,50 km | Joaquim Moutinho                        | 7:39             | 82,35 km/h       | Joaquim Moutinho |
| 3    | 7 marca | 30 | 11:10   | Fafe - Lagoa        | 8,00 km  | Joaquim Moutinho                        | 6:38             | 72,36 km/h       | Joaquim Moutinho |
| 3    | 7 marca | 31 | 12:21   | Marao               | 36,50 km | Joaquim Moutinho                        | 28:22            | 77,20 km/h       | Joaquim Moutinho |
| 3    | 7 marca | 32 | 13:31   | Carvalho de Rei     | 11,00 km | Joaquim Moutinho                        | 8:31             | 77,50 km/h       | Joaquim Moutinho |
| 3    | 7 marca | 33 | 13:56   | Aboboreira          | 21,50 km | Joaquim Moutinho                        | 17:13            | 74,93 km/h       | Joaquim Moutinho |
| 3    | 7 marca | 34 | 16:17   | Armamar             | 9,50 km  | Carlos Bica                             | 6:50             | 83,41 km/h       | Joaquim Moutinho |
| 3    | 7 marca | 35 | 17:37   | Covelo de Paiva 1   | 15,50 km | Joaquim Moutinho                        | 10:54            | 85,32 km/h       | Joaquim Moutinho |
| 3    | 7 marca | 36 | 18:03   | Nogueira 1          | 7,00 km  | Joaquim Moutinho Jorge Ortigão          | 4:28             | 94,03 km/h       | Joaquim Moutinho |
| 3    | 7 marca | 37 | 18:29   | Viseu 1             | 21,00 km | Joaquim Moutinho Carlos Bica            | 15:23            | 81,91 km/h       | Joaquim Moutinho |
| 3    | 7 marca | 38 | 19:32   | Covelo de Paiva 2   | 15,50 km | Joaquim Moutinho Giovanni Del Zoppo     | 11:09            | 83,41 km/h       | Joaquim Moutinho |
| 3    | 7 marca | 39 | 19:58   | Nogueira 2          | 7,00 km  | Jorge Ortigão                           | 4:32             | 92,65 km/h       | Joaquim Moutinho |
| 3    | 7 marca | 40 | 20:24   | Viseu 2             | 21,00 km | Carlos Bica                             | 15:09            | 83,17 km/h       | Joaquim Moutinho |
|      |         |    |         |                     |          |                                         |                  |                  | Joaquim Moutinho |
| 4    | 8 marca | 41 | 6:32    | Arganil 1           | 56,50 km | Carlos Bica                             | 43:49            | 77,37 km/h       | Joaquim Moutinho |
| 4    | 8 marca | 42 | 7:55    | Candosa 1           | 6,50 km  | Carlos Bica                             | 5:15             | 74,29 km/h       | Joaquim Moutinho |
| 4    | 8 marca | 43 | 8:51    | Lousa 1             | 10,50 km | Carlos Bica                             | 8:19             | 75,75 km/h       | Joaquim Moutinho |
| 4    | 8 marca | 44 | 11:22   | Arganil 2           | 56,50 km | Carlos Bica                             | 42:52            | 79,08 km/h       | Joaquim Moutinho |
| 4    | 8 marca | 45 | 13:01   | Candosa 2           | 6,50 km  | "Tchine" Jorge Ortigão                  | 5:26             | 71,78 km/h       | Joaquim Moutinho |
| 4    | 8 marca | 46 | 13:47   | Lousa 2             | 10,50 km | Jorge Ortigão                           | 8:10             | 77,14 km/h       | Joaquim Moutinho |
| 4    | 8 marca | 47 | 18:00   | Martinchel          | 9,00 km  | Joaquim Moutinho                        | 6:53             | 78,45 km/h       | Joaquim Moutinho |
| 4    | 8 marca | 48 | 19:45   | Coruche             | 21,00 km | Jorge Ortigão                           | 11:52            | 101,12 km/h      | Joaquim Moutinho |

| Zwycięzcy OS-ów    | Zwycięzcy OS-ów |
| Kierowca           | Ilość           |
| ------------------ | --------------- |
| Joaquim Moutinho   | 27              |
| Carlos Bica        | 8               |
| Jorge Ortigão      | 5               |
| Markku Alén        | 2               |
| Miki Biasion       | 1               |
| Giovanni Del Zoppo | 1               |
| Michele Rayneri    | 1               |
| Walter Röhrl       | 1               |
| "Tchine"           | 1               |
| Henri Toivonen     | 1               |

## Wyniki końcowe rajdu[2]
| Msc. | Kierowca                  | Pilot            | Samochód                 | Czas    | Strata   | Grupa | Pkt |
| ---- | ------------------------- | ---------------- | ------------------------ | ------- | -------- | ----- | --- |
| 1    | Joaquim Moutinho          | Edgar Fortes     | Renault 5 Turbo          | 7:50.44 | 0.0      | B10   | 20  |
| 2.   | Carlos Bica               | Cândido Júnior   | Lancia Rally 037         | 8:04.11 | +13.23   | B11   | 15  |
| 3.   | Giovanni Del Zoppo        | Loris Roggia     | Fiat Uno Turbo           | 8:07.36 | +16.52   | A7    | 12  |
| 4.   | Jorge Ortigão             | Pedro Perez      | Toyota Corolla GT        | 8:10.26 | +19.42   | A6    | 10  |
| 5.   | Auguste Turiani           | Gilles Thimonier | Opel Manta 400           | 8:13.04 | +22.20   | B11   | 8   |
| 6.   | Jean-Sébastien Couloumiès | Claudine Causse  | Peugeot 205 GTI          | 8:36.27 | +45.43   | N2    | 6   |
| 7.   | Ramiro Fernandes          | António Monteiro | Fiat Ritmo Abarth 130 TC | 8:40.26 | +49.42   | A7    | 4   |
| 8.   | Giovanni Recordati        | Freddy Delorme   | Opel Manta 400           | 8:47.31 | +56.47   | B11   | 3   |
| 9.   | António Segurado          | Fernando Prata   | Renault 11 Turbo         | 8:49.18 | +58.34   | N3    | 2   |
| 10.  | António Coutinho          | António Manuel   | Toyota Corolla GT        | 8:50.44 | +1:00.00 | N2    | 1   |

1. ↑  Litera M przy oznaczeniu grupy do której należy samochód oznacza, iż tylko ci producenci byli liczeni w klasyfikacji producentów na koniec sezonu.

## Klasyfikacja po 3 rundach
Tabele przedstawiają tylko pięć pierwszych miejsc.

### Kierowcy
| Lp. | Kierowca         | Pkt |
| --- | ---------------- | --- |
| 1   | Juha Kankkunen   | 28  |
| 2   | Henri Toivonen   | 20  |
| 3   | Joaquim Moutinho | 20  |
| 4   | Timo Salonen     | 15  |
| 5   | Markku Alén      | 15  |

### Producenci
| Lp. | Producent             | Pkt |
| --- | --------------------- | --- |
| 1   | Lancia Martini        | 37  |
| 2   | Peugeot Talbot Sport  | 37  |
| 3   | Audi Sport            | 29  |
| 4   | Volkswagen Motorsport | 19  |
| 5   | Ford Motor Co Ltd.    | 14  |